# Les Affranchis (festival)
Pour les articles homonymes, voir Les Affranchis.
Le festival Les Affranchis est un festival annuel de théâtre de rue fondé en 1993 à La Flèche dans le département de la Sarthe. Il a lieu chaque été le premier week-end de juillet dans plusieurs lieux du centre-ville de La Flèche, ainsi que dans les communes alentour depuis 2003.

## Historique
Durant l'été 1992, la Compagnie du Tapis Franc, une troupe nantaise dirigée par le comédien et metteur en scène fléchois Philippe Bilheur, donne plusieurs spectacles dans les rues de La Flèche. Le comédien Denis D'Arcangelo s'y produit notamment avec son personnage de Madame Raymonde. Devant le succès des différentes représentations, la compagnie signe une convention avec la ville de La Flèche et s'y installe dès le mois de décembre 1992. Avec le soutien de deux associations culturelles locales, Le Carroi et l'association Art-Go, la Compagnie du Tapis France donne naissance l'été suivant à un festival entièrement gratuit, Les Affranchis. La première édition se déroule du 9 au 11 juillet 1993 et rassemble une douzaine de troupes professionnelles.
Depuis cette date, le festival est organisé chaque année au début du mois de juillet, du vendredi au dimanche. La programmation artistique est assurée par Philippe Bilheur jusqu'en 2003, puis par le directeur du Carroi, Jean-Rémy Abelard, jusqu'en 2018, pour les 25 ans du festival. En 2003, à l'occasion du dixième anniversaire des Affranchis, le festival change de dimension en proposant des spectacles délocalisés dans les communes du Pays Fléchois, mais également dans d'autres villes de la région comme Le Lude ou Baugé,.
En 2019, la 26e édition des Affranchis attire entre 30 000 et 35 000 spectateurs sur l'ensemble des spectacles proposés pendant le week-end. Plus de 80 représentations ont eu lieu, ainsi que des fanfares en itinérance.